# Ermita de Santa Bárbara (Torralba del Pinar)
La ermita de Santa Bárbara de Torralba del Pinar, en la comarca del Alto Mijares es un lugar de culto, catalogado como Bien de Relevancia Local , con la categoría de Monumento de interés local, en la modalidad que establece la Disposición Adicional Quinta de la Ley 5/2007, de 9 de febrero, de la Generalitat, de modificación de la Ley 4/1998, de 11 de junio, del Patrimonio Cultural Valenciano (DOCV Núm. 5.449 / 13/02/2007), con código identificativo: 12.08.116-002; que en la actualidad está en trámite, estando el bien propuesto en los correspondiente catálogos municipales de bienes y espacios protegidos y que, habiendo sido tramitado conforme al procedimiento ordinario establecido en el artículo 47 de la Ley 4/1998, de 11 de junio, de la Generalitat, del Patrimonio Cultural Valenciano, cuenta con el informe favorable de la conselleria competente en materia de cultura, faltando la aprobación definitiva por el organismo competente en materia de urbanismo.

## Historia
La ermita se localiza a la salida del pueblo, tomando la carretera hacia Pavías, y desviándonos tras un corto recorrido por un camino que surge a la derecha y que desciende hacia el lavadero público y el cementerio, el cual finalmente acaba en la Ermita de Santa Bárbara. La zona queda señalizada por un pequeño retablo cerámico, que se encuentra cerca de la ermita, con una imagen de la santa y la fecha de 1969.
La zona en la que se ubica es conoce popularmente como "La Mezquitilla", nombre que se debe a la creencia extendida de que la ermita podría estar edificada sobre una antigua mezquita musulmana. Desgraciadamente no existen documentos ni restos de ese posible templo islámico, pese a haberse encontrado en la estructura de la ermita dos basas tardorromanas o visigóticas que fueron reutilizadas en su construcción, como solía hacerse antiguamente para abaratar costes de materiales y por escasez de materiales de calidad en algunas zonas.

## Descripción
Se trata de un sencillo edificio de planta una sola nave (que está abovedada), que presenta un atrio con arcadas ante el acceso al templo. Las dimensiones de la ermita son pequeñas, ya que su anchura es de 5 metros, mientras que la longitud de la nave es de 7 y la del atrio de 6.
La fábrica es de mampostería con refuerzos de sillar y cubierta exterior, a dos aguas, rematada en tejas, sin contrafuertes externos. Se construyó sobre una plataforma para salvar el desnivel del terreno. Externamente presenta un atrio o porche con arcos, que se sitúa ante la puerta de acceso al templo, el cual se lleva a cabo por una puerta de madera con dintel (sobre la que se disponen tres cruces haciendo las veces de Calvario, y a la derecha de las cuales existe un panel cerámico con una oración a la santa). El atrio está abierto solamente por la parte frontal mediante un arco de medio punto (sobre el cual se puede ver una placa cerámica con el nombre de la ermita), al que se llega a través de una pequeña escalera de tres escalones que terminan en una reja de hierro. Por su parte, los arcos laterales del atrio han sido cegados casi en su totalidad, quedando un semicírculo superior por donde entra la luz natural.
El atrio se cubre interiormente por una techumbre de madera. En la fachada posterior puede verse una pequeña espadaña para una sola campana.
Interiormente destaca la luz que entra sobre el presbiterio (situado en la zona del testero y al que se accede mediante una grada, y en ella se encuentra el altar mayor y la hornacina acristalada con la imagen de santa Bárbara) a través de las dos ventanas de forma parecida a una aspillera. El suelo del templo está formado por losetas cerámicas modernas, y la decoración de las paredes se realiza mediante pintura de colores de tonos azulados de diferente intensidad según se trate de pared o de zócalo.
Durante las fiestas patronales en honor de Santa Bárbara y del Cristo de la Agonía, el 4 de diciembre (día de la santa), la imagen de la Inmaculada Concepción de la Iglesia parroquial se lleva en romería a la ermita, donde ocupa el lugar de la santa, que es, a su vez, llevada al pueblo y colocada en la iglesia parroquial ocupando el lugar donde se venera a la Inmaculada. Cuando las fiestas concluyen se vuelve a intercambiar las imágenes, quedando en sus lugares correspondientes hasta el próximo año. El mantenimiento de la ermita es realizado por los propios vecinos de Torralba del Pinar, los cuales se pasan las llaves de la ermita cada mes, de manera que a la familia que le toca enciende diariamente la lámpara de aceite de la santa y se ocupa de la ermita hasta que entregue las llaves a la próxima familia y así sucesivamente.